# Vincent Winter
Vincent Winter (Aberdeen, 29 dicembre 1947 – Chertsey, 2 novembre 1998) è stato un attore scozzese.

## Biografia
Winter fece la sua prima comparsa ne I confini del proibito vincendo l'Oscar giovanile insieme a Jon Whiteley. 
Successivamente apparve in alcuni film britannici tra cui Sentenza che scotta, Angeli o quasi e Bobby, il cucciolo di Edimburgo.
Quando diventò adulto, iniziò a lavorare come manager di produzione nei backstage dei film industriali come Solo per i tuoi occhi, Superman III e Indiana Jones e il tempio maledetto.
Morì nella cittadina britannica Chertsey a causa di un Infarto.

## Filmografia
- I confini del proibito (The Little Kidnappers), regia di Philip Leacock (1953)
- Il vendicatore nero (The Dark Avenger), regia di Henry Levin (1955)
- A Day of Grace, regia di Francis Searle (1957) - cortometraggio
- La grande porta grigia (Time Lock), regia di Gerald Thomas (1957)
- Sentenza che scotta (Beyond This Place), regia di Jack Cardiff (1959)
- Gorgo, regia di Eugène Lourié (1961)
- Bobby il cucciolo di Edimburgo (Greyfriars Bobby), regia di Don Chaffey (1961)
- Angeli o quasi (Almost Angels), regia di Steve Previn (1962)
- Il caso del cavallo senza testa (The Horse Without A Head), regia di Don Chaffey (1963)
- Le tre vite della gatta Tomasina (The Three Lives of Thomasina), regia di Don Chaffey (1964)
- Il ladro dell'arcobaleno (The Rainbow Thief), regia di Alejandro Jodorowsky (1990)

## Doppiatori italiani
- Roberto Chevalier ne Il caso del cavallo senza testa[1]
- Valentina Mari in Bobby, il cucciolo di Edimburgo (doppiaggio tardivo)[2]
- Fabrizio Vidale ne Le tre vite della gatta Tomasina (doppiaggio tardivo)[3]